# Daniele Russo (calciatore 1985)
Daniele Russo (3 novembre 1985) è un calciatore svizzero, difensore del Vedeggio.